# KaTeX
KaTeXはウェブブラウザで数学記法を表示するクロスブラウザJavaScriptライブラリ。高速で使いやすいことを特に重視している。
当初はカーンアカデミーによって開発され、2014年9月にはGitHubのトレンドプロジェクトのトップ5に入った。

## 特徴
KaTeXによる数学のレンダリングには次のような特徴がある。
- 高速：数式を同期的にレンダリングし、ページをリフローする必要がない。
- 印刷品質：レイアウトはTeXに基づいている。
- 自己完結：依存関係がないため、簡単にバンドルできる。
- サーバーサイドレンダリングが可能：サーバー上でHTMLを生成するオプションがある（例えば、Node.jsを使用して式をプリレンダリングし、プレーンHTMLとして送信できる）。

KaTeXはMathJaxと比べてLaTeXの数学表記機能のより小さなサブセットを実装している。